# Trichonotulus verrucosus
Trichonotulus verrucosus är en skalbaggsart som beskrevs av Bordat 1996. Trichonotulus verrucosus ingår i släktet Trichonotulus och familjen Aphodiidae. Inga underarter finns listade i Catalogue of Life.